# Drosselfluesnapper
Drosselfluesnapperen (Bradornis infuscatus) er en fugleart i fluesnapper-familien.

## Udbredelse
Arten er udbredt i Angola, Botswana, Namibia, og Sydafrika.

## Habitat
Drosselfluesnapperens naturlige habitat er tør savanne.

## Galleri
- Drosselfluesnapper 
i Sydafrika
- Saxicola infuscata, 
en underart af Drosselfluesnapper